# Soldatenfriedhof Hautecourt
Der deutsche Soldatenfriedhof Hautecourt beherbergt 7885 Kriegstote des Ersten Weltkrieges. Er liegt an der Straße von Abaucourt-Hautecourt nach Étain im  Département Meuse.

## Geschichte
Hautecourt ist von den französischen Militärbehörden im Februar 1920 angelegt worden. Dabei wurden kleinere deutsche Friedhöfe aufgelöst und hierher zusammengelegt. Bis in den dreißiger Jahren sammelte man hier die Kriegstoten vom Schlachtfeld von Verdun. Der Friedhof wurde am 7. Juli 1933 eingeweiht. Die Patenschaft übernahm die Stadt Essen.

## Beschreibung
Von den 7.885 Gefallenen ruhen 2.885 in Einzelgräbern; 106 blieben namenlos.
In den drei Gemeinschaftsgräbern ruhen insgesamt 5.194 Opfer.
Die zwölf Gräber der Gefallenen jüdischen Glaubens erhielten aus religiösen Gründen als Kennzeichnung statt eines Kreuzes eine Grabstele aus Naturstein, deren hebräische Schriftzeichen besagen:
1. (oben) Hier ruht begraben …
2. (unten) Möge seine Seele eingebunden sein in den Kreis der Lebenden.

## Galerie

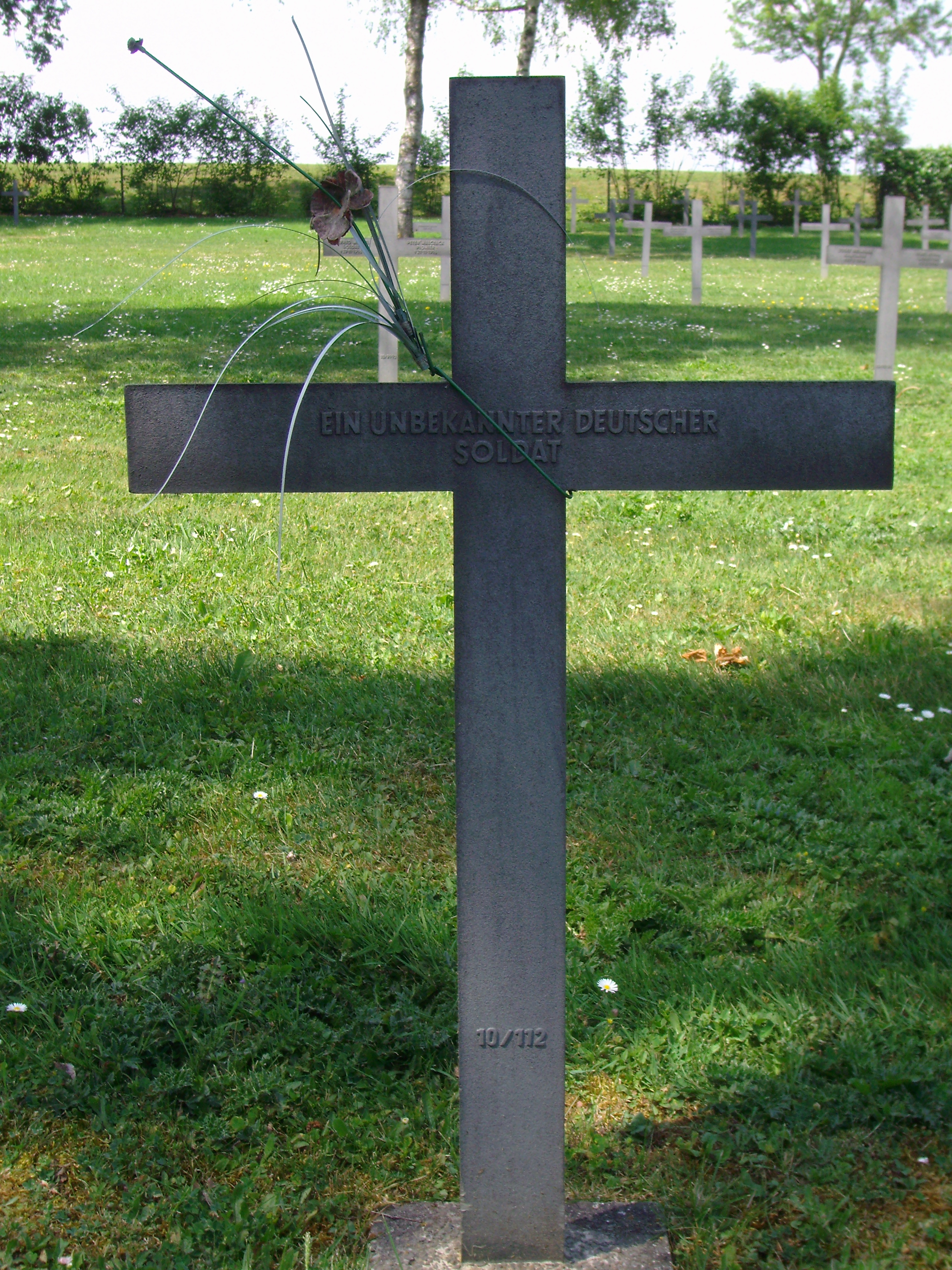
Unbekannter Soldat
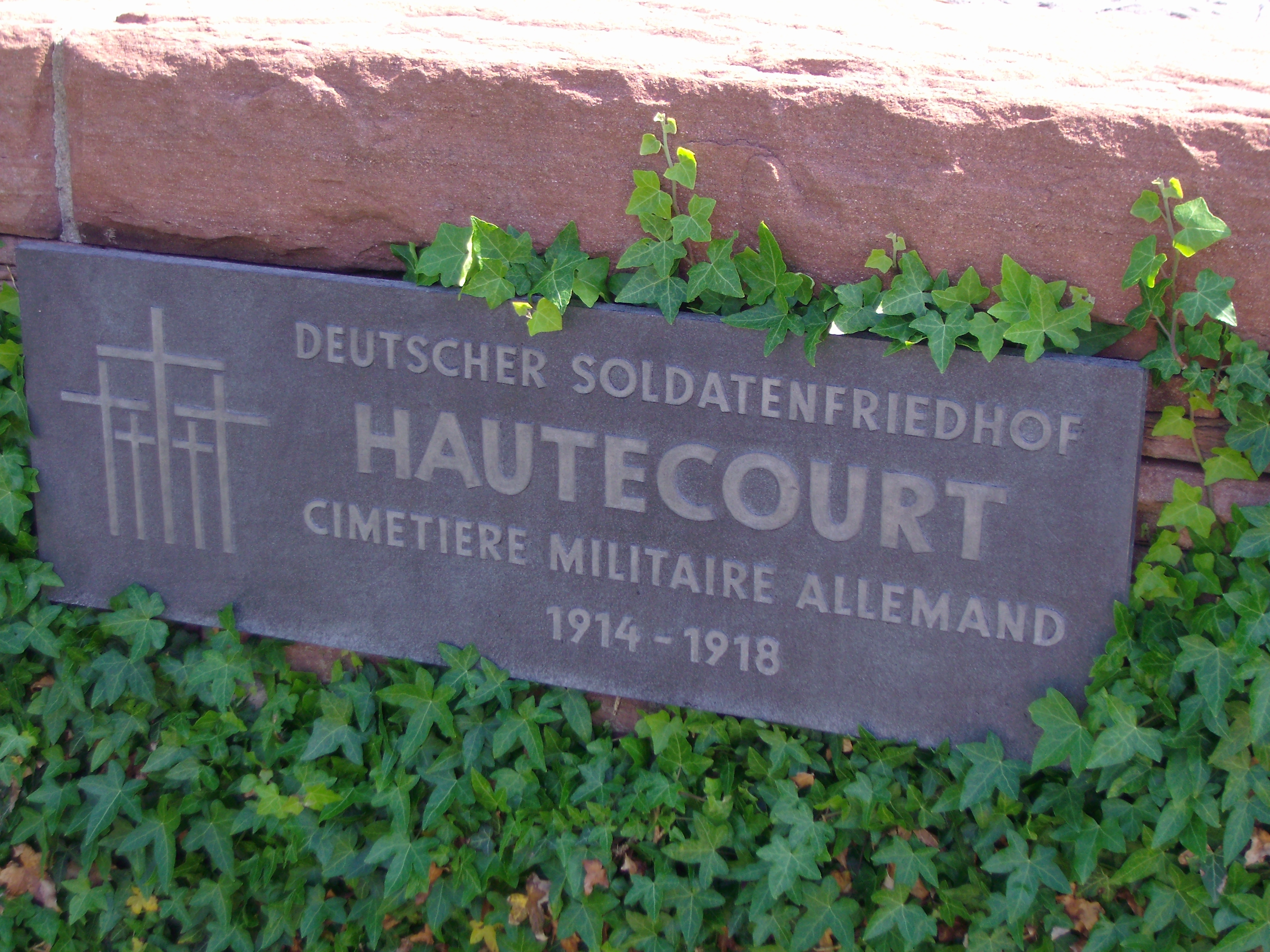
Eingangsschild
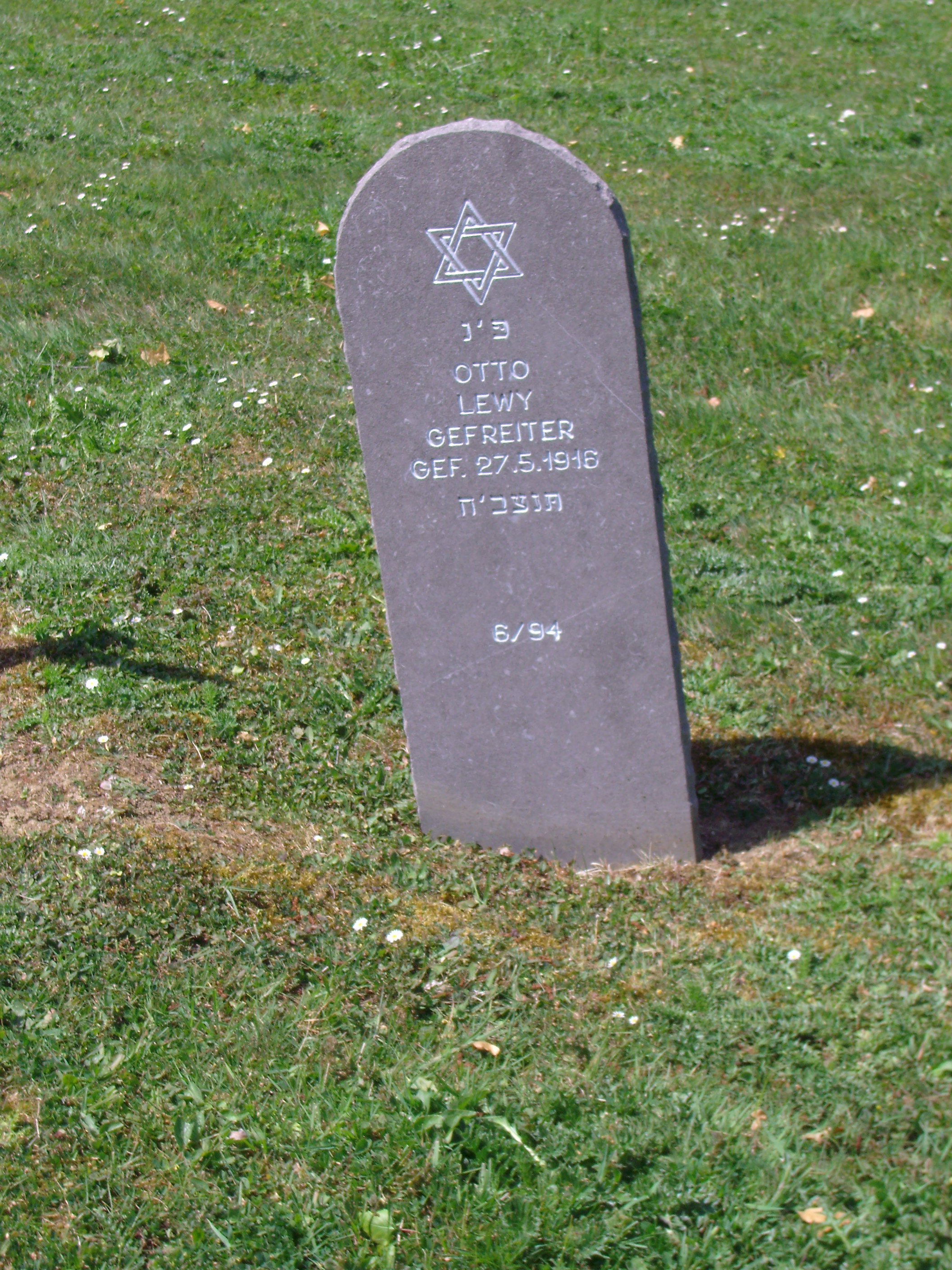
Jüdischer Soldat
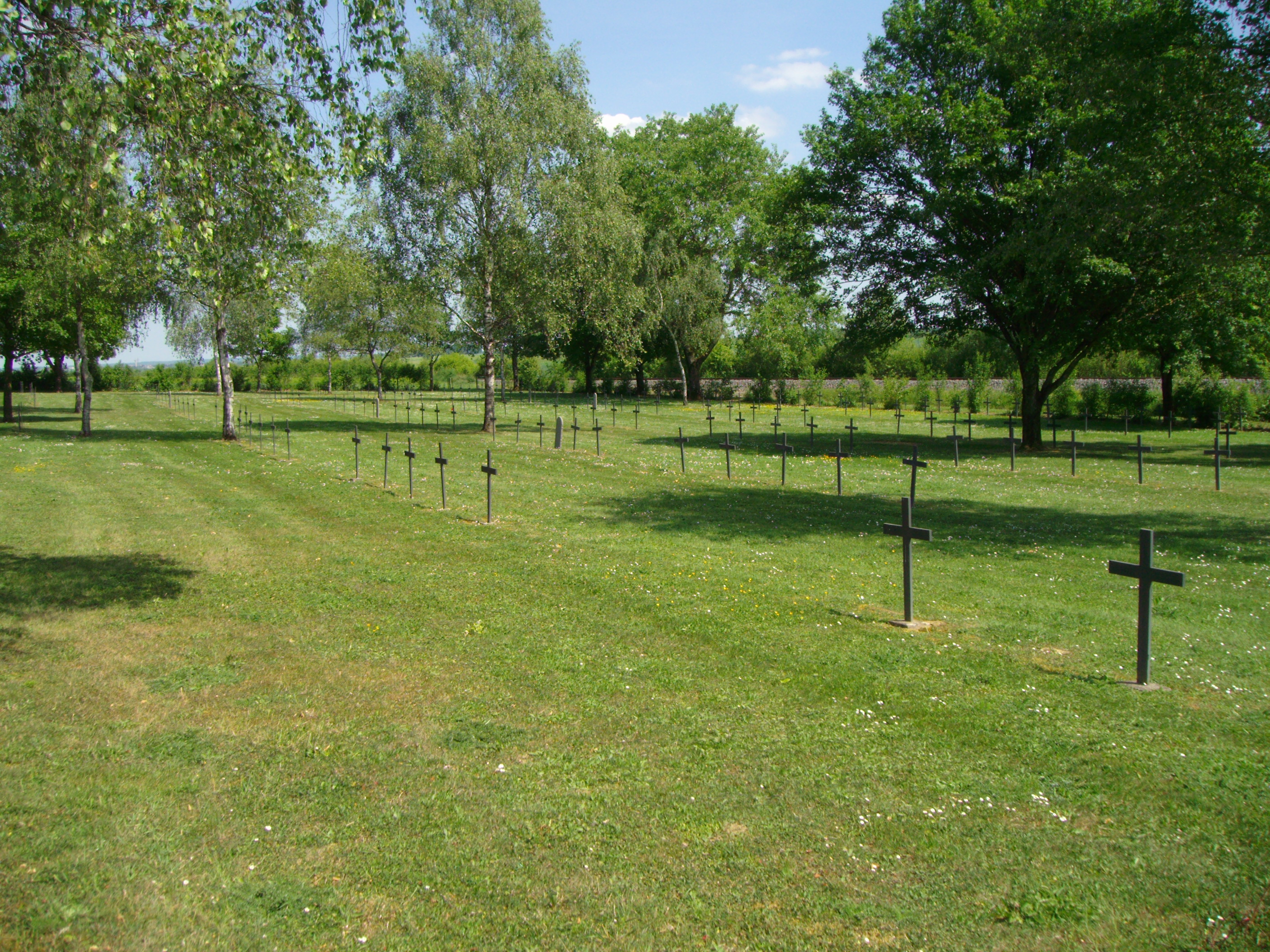
Friedhof